# CSI犯罪現場：紐約 (遊戲)
《CSI犯罪現場：紐約》（CSI: NY）是一套基於電視劇《CSI犯罪現場》的電子遊戲。該遊戲由369 Interactive開發，育碧软件發行，PC平台，2003年發表，並由Aspyr於Mac上發行。
这款遊戲與《CSI犯罪現場：黑暗動機》、《CSI犯罪現場：謀殺的三維》及《CSI犯罪現場：邁阿密》一樣，跟隨五個佈局截然不同的案件，然後在第五個案件中連接之前的四個案件。

## 案件

### 案件1 - Downward Spiral
帝國大廈外部突然有一名男子墜樓身亡，經過調查後

### 案件3 - Off the Mark
你必需調查一個警察的死亡。玩家與尼克·史多克斯於本案中一起工作。

### 案件4 - Hillridge Confidential
一個奇怪的電話打到CSI的接線總機。緊接着的調查中玩家偶然發現一具在桶中的屍體。玩家與華瑞克·布朗於本案中一起工作。

### 案件5 - Derailed
葛瑞森失蹤，而玩家的工作是找到他。這案件提供了與凱薩琳·韋羅斯合夥重新檢查案件1與4犯案現場的機會。

## 外部連結
- 官方网站
- GameSpot上CSI犯罪現場的評論（页面存档备份，存于）